# 布干维尔岛

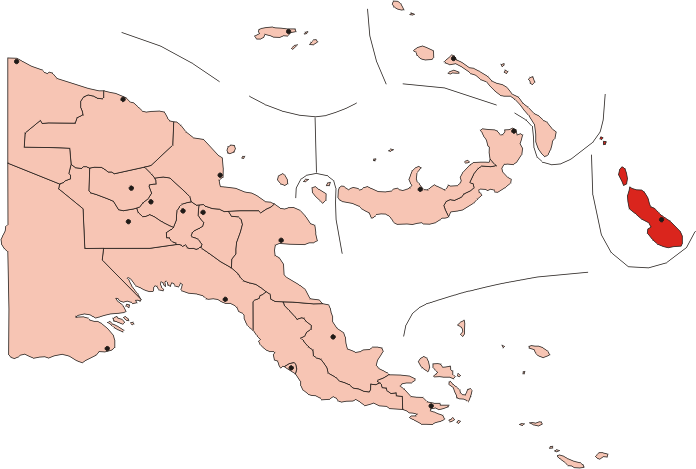
布干维尔自治区

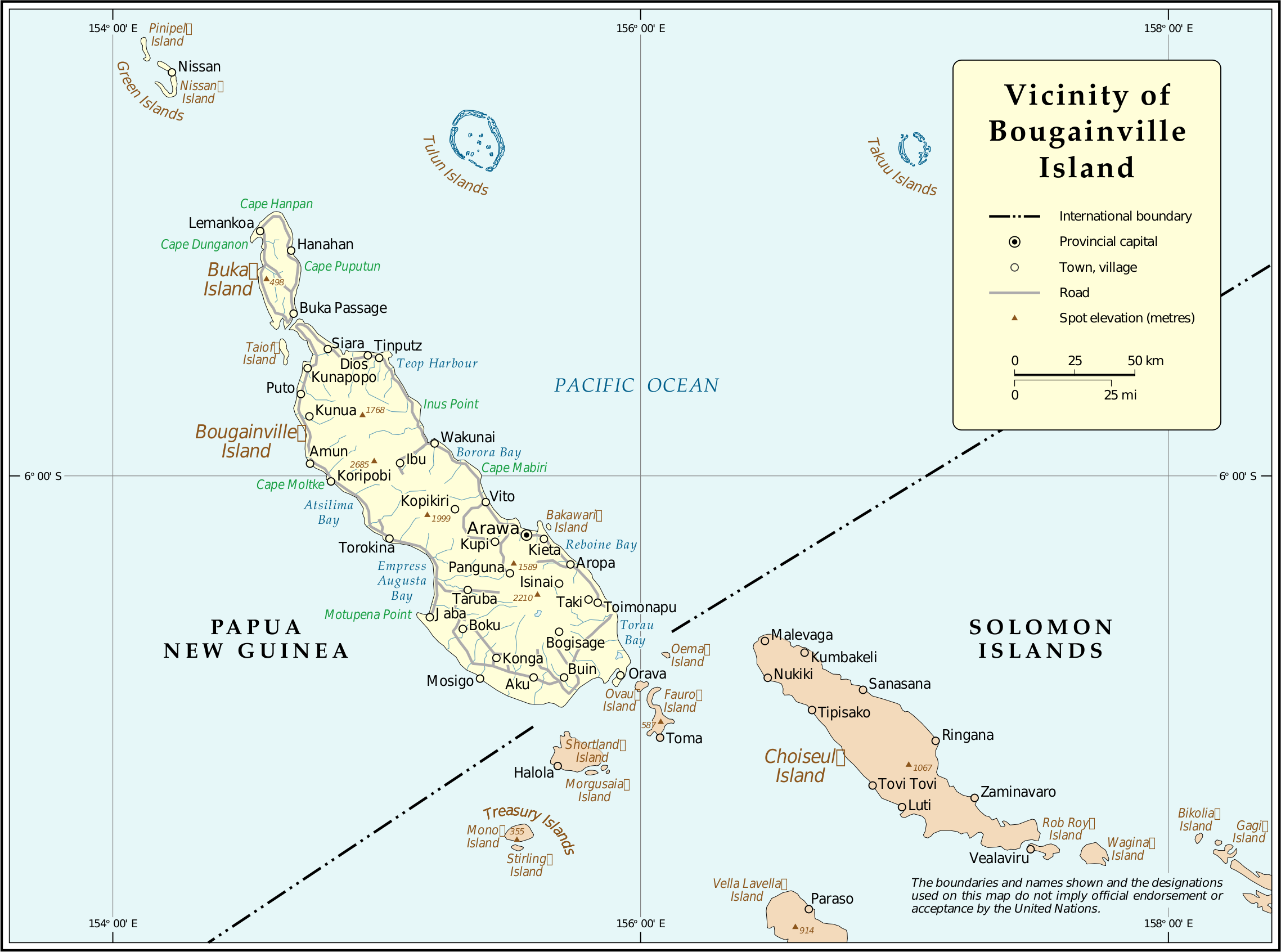
附近地區

布干维尔岛（英语：Bougainville Island；本地名稱：Me'ekamui），是巴布亚新几内亚东端一岛屿，地理上属于所羅門群島的一部分，因此连同附近的布卡岛有时也被称为“北所罗门群岛”。布干维尔岛全岛面积为9,300平方公里，为布干维尔自治区的主体部分，全省人口約300,000人（2019年）。

## 歷史
布干維爾島為1768年為法國航海家布干維爾發現，並以其名命名。1885年，德国占领了北所罗门群岛。1900年，英国以其在萨摩亚的权利，以换取除布干维尔岛之外的全部所罗门群岛，布干维尔岛遂成为德属新几内亚的一部分。一战后，澳大利亚受国联委托统治新几内亚，并在二战后将其与原澳属巴布亚合并。1976年，巴布亚新几内亚宣布独立。
1970年代开始，布干维尔铜矿公司开始开采岛上蕴藏的大规模铜矿，很快该铜矿便成为巴布亚新几内亚的经济支柱之一。由于巴新政府和铜矿公司在开采过程中并不十分注意对当地环境的保护，加之没有有效的利益回馈机制，当地岛民多有反抗情绪。1975年，当地在巴新独立前夕自行宣布成立北所罗门共和国，不久取消。1990年，弗朗西斯.奥纳（Francis Ona）率领的反抗组织再度宣布独立，巴新政府对该岛实施经济封锁，并派兵加以镇压，酿成了旷日持久的武装冲突。 從1989年開始到2001年巴政府與布各派達成全面和平協議前，布干维爾估計有一萬二千人死亡，占總人口的近7％。
1994年布干維爾革命軍、布干維爾臨時政府、巴布亞紐幾內亞政府和所羅門群島政府簽訂停火協定。1995年雙方於澳洲進行和談。1996年巴布亞紐幾內亞政府再度攻擊布干維爾島。1997年在紐西蘭斡旋下，雙方正式宣布停戰。1998年，和平觀察團終抵布干維爾島。2001年，巴布亞紐幾內亞和布干維爾簽訂布干維爾和平協定，結束了長達十二年的戰爭，並允其在未來舉行獨立公投和成立自治政府。根據該條約，布干維爾島於2015年至2020年期間將舉行獨立公投，決定是否脫離巴布亞紐幾內亞正式獨立。但強硬派的法蘭西斯·歐那拒绝，他在其控制區自立為王，並對大選予以抵制。
2005年1月，中央政府批准《布干维爾憲法》，同年5月20日，布自治政府大選开始，6月4日，布干維爾人民代表大會黨候選人約瑟夫·卡布伊當選自治政府主席。行政長官為查馬利利和布自治区議会議長為潘尼埃。同一時間，法蘭西斯·歐那宣佈聯合國接納了他所創建的王國，但事後證實為一場騙局。同年七月，法蘭西斯·歐那死於傷寒，全島再度陷入動亂。2008年6月，自治政府主席約瑟夫·卡布伊去世，年底補選由詹姆斯·塔尼斯當選並於隔年一月就職。
布干維爾是巴布亞紐幾內亞唯一的自治區。根据与中央政府达成的协议，自治区政府原定於2019年6月15日举行独立公投，后与巴布亚新几内亚政府协商延迟至10月19日，随后又延迟至11月23日举行独立公投；12月11日公投出爐，贊成獨立的為98%，結果將經過巴布亞紐幾內亞國會批准才會生效。
2021年7月，巴布亞新幾內亞和布干維爾政府達成協議，如果巴布亞新幾內亞議會批准，布干維爾將在2027年獲得獨立。

## 地理

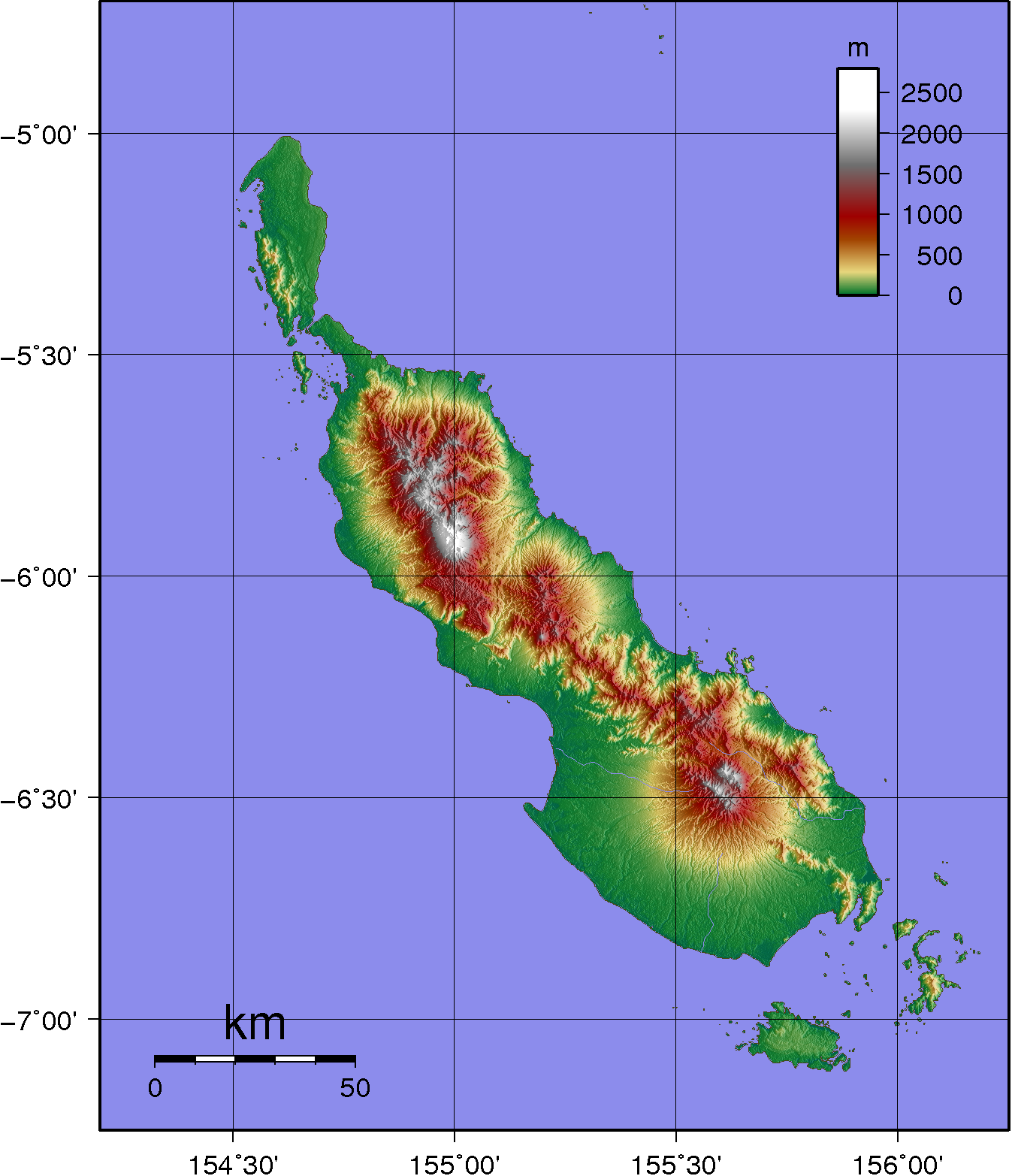
地形圖

布干維爾位於西南太平洋上所羅門群島的最北端，也是該群島中最大島嶼，呈提琴狀。在政治區劃上，它屬巴布亞紐幾內亞的北所羅門省，省會在島東岸的阿拉瓦。全島呈西北至東南走向，長約120公里，寬約從64公里至96公里，總面積約一萬平方公里。人口連同附屬島布卡島在內約十三萬人，主要人種屬美拉尼西亞人，白人亦約有6000人左右。所羅門群島位在環太平洋地震帶上，因此布干維爾島上多火山、地震，沿海多珊瑚礁。西部最大的海湾是奥古斯塔皇后湾。
除南部有狹窄的沿海平原外，全島多山，最高峰為位於全島最北的巴爾比火山，海拔2745公尺。氣候上屬熱帶雨林型，常年高溫多雨。沿海平原上壤肥沃，內部則雨林密布。
由於布干維爾島位置較偏向所羅門群島，因此當其受劃分為巴布亞紐幾內亞領土時引起爭議，日後該島居民的武裝衝突自號北所羅門共和國即可略知一二。

### 氣候
| 布甘維爾島        | 布甘維爾島 | 布甘維爾島 | 布甘維爾島 | 布甘維爾島 | 布甘維爾島 | 布甘維爾島 | 布甘維爾島 | 布甘維爾島 | 布甘維爾島 | 布甘維爾島 | 布甘維爾島 | 布甘維爾島 | 布甘維爾島    |
| 月份              | 1月        | 2月        | 3月        | 4月        | 5月        | 6月        | 7月        | 8月        | 9月        | 10月       | 11月       | 12月       | 全年          |
| ----------------- | ---------- | ---------- | ---------- | ---------- | ---------- | ---------- | ---------- | ---------- | ---------- | ---------- | ---------- | ---------- | ------------- |
| 平均高温 °C（°F） | 32 (89)    | 32 (89)    | 31 (88)    | 31 (87)    | 31 (87)    | 31 (87)    | 30 (86)    | 31 (87)    | 31 (87)    | 30 (86)    | 31 (88)    | 31 (88)    | 31 (87)       |
| 平均低温 °C（°F） | 22 (72)    | 22 (71)    | 23 (73)    | 22 (72)    | 22 (71)    | 22 (71)    | 22 (71)    | 22 (71)    | 22 (71)    | 22 (71)    | 22 (72)    | 23 (73)    | 22 (72)       |
| 平均降水量 mm（） | 560 (22.2) | 190 (7.5)  | 370 (14.7) | 290 (11.4) | 280 (11.1) | 240 (9.5)  | 510 (19.9) | 320 (12.7) | 350 (13.9) | 580 (22.9) | 420 (16.4) | 490 (19.2) | 4,600 (181.4) |
| 来源：Weatherbase |            |            |            |            |            |            |            |            |            |            |            |            |               |

## 經濟
島上居民大多從事農業，主要農產有甘薯、香蕉、椰子、可可及咖啡等。在中部的山區中，二十世紀的六十年代於東南部發現豐富的銅礦，蘊藏量估計約在九億噸。
近年來銅礦開採量迅速增長，已為首要出口商品；其他出口產品尚有椰乾及可可等。

## 人口
連同屬島布卡島在內，布干維爾島約人口12.9萬人。 主要為美拉尼西亞人，另有來自歐洲的僑民約6000人左右。